# Sirenoscincus yamagishii
Sirenoscincus yamagishii är en ödleart som beskrevs av  Sakata och HIKIDA 2003. Sirenoscincus yamagishii ingår i släktet Sirenoscincus och familjen skinkar. Inga underarter finns listade i Catalogue of Life.